# Решетников Євген Миколайович
Євге́н Микола́йович Реше́тников (1881 — після 1931) — полковник Армії УНР.

## Життєпис
Народився у м. Харків. Закінчив Петровський Полтавський кадетський корпус, Михайлівське артилерійське училище (1901), вийшов підпоручиком до 32-ї артилерійської бригади (Острог), у складі якої брав участь у Першій світовій війні. У 1917 р. — командир 1-го дивізіону 32-ї артилерійської бригади. Останнє звання у російській армії — підполковник.
В українській армії з 5 квітня 1918 р. — командир батареї 11-ї легкої гарматної бригади Армії УНР, згодом — Армії Української Держави. З 20 листопада 1918 р. — помічник командира 31-го гарматного полку військ Директорії. З 7 березня 1919 р — командир 1-ї батареї 1-ї Волинської гарматної бригади Дієвої армії УНР. 16 травня 1919 р. потрапив у Луцьку до польського полону.
З 15 липня 1919 р. по 10 березня 1920 р. служив у Північно-Західній добровольчій армії генерала Юденіча, був інспектором артилерії та начальником штабу 5-ї Лівенської дивізії.
Після розформування армії звернувся до українського консула в Естонії з проханням посприяти поверненню до української армії. З літа 1920 р. — начальником секретарської частини Головного артилерійського управління Військового міністерства УНР.
У листопаді 1923 р повернувся в Україну, викладав фізкультуру в одній зі шкіл Полтави. Заарештований 15 жовтня 1930 р. разом із 24-літнім сином у справі «Весна» (т. зв. контрреволюційна змова колишніх офіцерів). 7 травня 1931 р. був засуджений до 10 років виправно-трудових робіт. Подальша доля невідома.